# Goldebek
Goldebek là một đô thị tại huyện Nordfriesland, trong bang Schleswig-Holstein, nước Đức. Đô thị này có diện tích 10,18 km², dân số thời điểm 31 tháng 12 năm 2006 là 356 người.